# 福島交通郡山支社
福島交通郡山支社（ふくしまこうつうこおりやまししゃ）は、福島県郡山市向河原町に設置されている福島交通のバス営業拠点である。最寄停留所は「向河原町」である。郡山市・須賀川市、田村市、田村郡三春町・小野町、石川郡平田村地区の路線バスを担当している。

## 概要
1961年（昭和36年）に福島電気鉄道（現福島交通）と合併するまでは旧福島県南交通の本社営業所的な存在であったためか、歴代の支社長は福島交通の取締役を兼ねて就任していた。

## 沿革
- 1971年（昭和46年） - 現社屋新築。
- 2011年（平成23年） - 9月21日に県内を通過した台風15号の豪雨で郡山支社が冠水し、3日間支社管内のバスが運休となる。9月24日始発便から運行を再開したが、車両の修理が必要となったため、他の営業所からの応援車両で運行した。その後は一部路線で運休区間が出ていたが、10月3日より全便通常運行に戻った[1]。
- 2019年（令和元年）
  - 10月12日・13日 - 令和元年東日本台風（台風19号）による豪雨により逢瀬川が氾濫。支社が約2mの深さで浸水した。保有するバス車両165台のうち92台が水没する被害に遭い、郡山市内の路線バスと高速バスの一部区間で長期間の運休を余儀なくされた[2][3]。
  - 11月6日 - 前月の水害の影響により福島県から要請を受けた東京都交通局が都営バス計11台を郡山支社に無償譲渡すると発表した[4]。

## 所管施設等
- 郡山駅前バス案内所 - 乗車券・定期券の発売や、バスICカードNORUCAのチャージを行っている。また、高速バス発着時の構内案内放送も実施している。
- 大槻営業所 - 車庫内にバス停及び待合室、乗務員待機所、トイレがある。高速車・低床車を除く多くの車両が夜間留置される。

## 現行路線
グランデコスキー場・三春滝桜などの季節・臨時運行路線は割愛

### 郡山駅より北部方面南東北病院経由フェスタ・本宮線
- 92-1：郡山駅前 - 赤木町 - 大原 - 総合南東北病院 - （南東北医療クリニック） - 八山田 - フェスタ
- 92-3：郡山駅前 - 赤木町 - 大原 - 総合南東北病院 - （南東北医療クリニック） - 八山田 - フェスタ - アサヒビール園前 - エイトタウン本宮 - 本宮駅入口 - みずいろ公園 - 本宮駅西口 92-4：郡山駅前 - 赤木町 - 大原 - 総合南東北病院 - （南東北医療クリニック） - 八山田 - フェスタ - アサヒビール園前 - エイトタウン本宮 - 本宮駅西口

概説
- かつては旧国道経由は日中は日和田まで15分間隔、本宮まで30分間隔、二本松まで60分間隔の頻度で運行されていたが、利用客の減少により二本松線は本宮で分断（後に廃止）、本宮・日和田の各線もダイヤ改正の度に本数が減少している。
- 宝沢経由は当初は新国道経由・旧国道経由の宝沢レイクタウン線として開設されたが思うように利用客が伸びず、新国道経由は廃止となり、旧国道経由は日和田線やフェスタ線と統合されたのち、2017年に新設された富久山循環線の区間便扱いとなった。
- 2021年10月1日より、フェスタ～本宮市役所間を延伸[5]、2009年以来12年ぶりに本宮市内への乗り入れが復活した。

### 郡山駅より甲森・市内東部・磐越東線方面
蒲倉・荒井線
- 79-4：郡山駅前 - 方八町二丁目 - 大平入口 - 大平 - 蒲倉[注 1] - 荒井[注 2]
  - 19XX年 - 蒲倉経由三春線（郡山駅前 - 大平入口 - 蒲倉 - 斉藤西 - 鷹の巣 - 広場 - 中央大町 - 三春清水）系統新設
  - 19XX年 - 蒲倉経由斉藤線（郡山駅前 - 大平入口 - 蒲倉 - 斉藤）系統新設
  - 19XX年 - 蒲倉経由三春線を廃線
  - 20XX年 - 蒲倉経由斉藤線を蒲倉線に短縮

方八町経由東部ニュータウン線
- 76-1：郡山駅前 → 方八町[注 3]二丁目 → 大平入口 → 杉並 → 緑ヶ丘一丁目 → 緑ヶ丘第一小学校 → 緑ヶ丘団地 → 東部中央公園 → 緑ヶ丘一丁目 → 杉並 → 大平入口 → 方八町二丁目 → 郡山駅前
※ 朝の一部便は緑ヶ丘第一小学校始発、朝と夜の一部便は東部中央公園止まり

美術館経由東部ニュータウン線
- 76-2：郡山駅前 → 横塚二丁目 → 横塚五丁目 → 郡山市立美術館 → 緑ヶ丘中学校 → 緑ヶ丘公園 → 緑ヶ丘東六丁目 → 緑が丘団地 → 緑ヶ丘第一小学校 → 緑ヶ丘一丁目 → 東部中央公園 → 緑ヶ丘三丁目 → 緑ヶ丘公園 → 緑ヶ丘中学校 → 郡山市美術館 → 横塚五丁目 → 横塚二丁目 → 郡山駅前
※ 朝の一部便は緑ヶ丘東六丁目始発、夜の一部便は緑ヶ丘三丁目止まり

星総合病院線
- 77-1：郡山駅前 - 星総合病院
  - 2013年1月4日 - 星総合病院の現在地への移転に伴い、系統新設

阿久津経由あぶくま台団地線
- 86-3：郡山駅前 - 向河原町 - 阿久津 - 東芳小学校 - あぶくま台団地

船引駅前線（船引出張所と共管）
- 80-1：郡山駅前 - 赤木町 - 三春街道入口 - 日東前 - 小泉 - 舞木駅前 - 上山田 - 一本松 - 三春大町 - 町立三春病院 - 田村警察署 - 駒場 - 花木内 - 船引駅前

三春線
- 81-1：郡山駅前 - 赤木町 - 三春街道入口 - 日東前 - 小泉 - 舞木駅前 - 上山田 - 一本松 - 三春大町 - 三春町役場 - 三春清水

小野駅前線（小野車庫と共管）
- 70-1：郡山駅前 - 方八町二丁目 - 大平入口 - 倉屋敷 - 出店 - 中田行政センター - 中津川 - 柳橋袖 - 高谷入口 - 池の坂 - 浮金 - 飯豊局前 - おのショッピングセンター - 小野荒町 - 小野営業所 - 小野駅前[注 4][注 5]

### 郡山駅より水郡線・田母神方面
小原田一丁目・金屋経由東山霊園線
- 66-3：郡山駅前 - うすい入口 - 小原田[注 6]一丁目 - 金屋入口 - 中央工業団地南口 - 金山 - 山中 - 守山大町 - 的場 - 東山霊園
  - 彼岸・旧盆時には東山霊園への臨時バスが運行される[6]

小原田一丁目・金屋・守山経由蓬田線
- 60-2：郡山駅前  - 小原田一丁目 - 金屋入口 - 中央工業団地南口 - 金屋 - 山中 - 守山大町 - 田村行政センター - 谷田川駅入口 - 谷田川宮下 - 谷田川局 - 市穀 - 糠塚寺前 - 田母神 - 大柏木 - 道の駅ひらた - 清水内 - 上蓬田
  - 2012年4月1日 - うすい入口経由から本町一丁目東経由に経路変更

### 郡山駅より永盛・須賀川方面
郡山警察署・安積中学校経由安積団地線（須賀川営業所と共管）
- 49-1：郡山駅前 - うすい入口 - 栄町 - 香久池一丁目 - 長沼街道入口[注 7] - ビッグパレット - 安積行政センター - 安積団地
  - 19XX年 - 系統新設

郡山警察署・坪井病院前経由南タウン線
坪井病院経由向陽台団地線
- 46-1：郡山駅前 → うすい入口 → 栄町 → 香久池一丁目 → 郡山警察署 → ビッグパレット → 安積行政センター → 南タウン南口 → 笹川発電所 → あさか台 → 明見前 → 笹川発電所 → （以下往路の逆順） → 郡山駅前
- 1-1：季の郷 → 向陽台中央 → あさか台南 → あさか台 → 明見前 → 笹川発電所 → 南タウン南口 → 安積行政センター → ビッグパレット → 郡山警察署 → 香久池一丁目 → 栄町 → うすい入口 → 郡山駅前
  - 197X年 - 系統新設（郡山駅前 - あさか台南）
  - 198X年 - 一部の便を向陽台中央まで延伸
  - 2010年11月1日 - 全便を季の郷まで延伸
  - 2019年4月1日 - 南タウン経由向陽台団地線の大半を関谷田経由に変更し、南タウン線はあさか台を循環するルートに変更[7]。

安積二丁目経由向陽台団地線（須賀川営業所と共管）
- 46-2：郡山駅前 - うすい入口 - 栄町 - 香久池一丁目 - 郡山警察署 - ビッグパレット - 安積行政センター入口 - 檜の下[注 8] - スプリングガーデン - 向陽台中央 - 季の郷[注 9]
  - 2019年4月1日 - 新設[7]。

郡山警察署・西笹川経由須賀川・並木線（須賀川営業所と共管）
- 52-1：郡山駅前 - うすい入口 - 栄町 - 香久池一丁目 - 郡山警察署 - ビッグパレット - 安積行政センター入口 - 檜の下 - 雷堂 - 大谷地入口 - 北団地 - 須賀川駅前
- 52-2：郡山駅前 - うすい入口 - 栄町 - 香久池一丁目 - 郡山警察署 - ビッグパレット - 安積行政センター入口 - 檜の下 - 雷堂 - 大谷地入口 - 清陵情報高校[注 10]
  - 19XX年 - 系統新設（郡山駅前 - 須賀川駅 - 並木町）
  - 199X年 - 通学時間帯の一部便が清陵情報高校正門前を経由するようになる
  - 199X年 - 全便ビックパレット経由となる
  - 2013年4月1日 - 雷堂止まり・須賀川駅止まりの区間便を新設。清陵情報高校経由の便も須賀川駅止まりとなる。本線の郡山駅 - 須賀川駅 - 並木町間は大幅に減回となり並木町発着ダイヤは、須賀川単独の運行となる
  - 2019年4月1日 - 清陵情報高校 - 北団地 - 須賀川駅の部分が廃止。郡山駅前側区間のみの路線短縮となる。[7]

旧国道経由須賀川・六軒線
- 56-2：郡山駅前 - 本町一丁目東 - 小原田一丁目 - 金屋入口 - 笹原 - 永盛駅前[注 11] - 御代田入口 - 清陵情報高校前 - 白石坂 - 下宿[注 12] - 須賀川駅前 （ ←公立病院前← ）- 市役所入口 - 六軒入口 - 六軒
  - 2012年4月1日 - うすい入口経由から本町一丁目東経由に経路変更

昭和町経由日大・徳定線
- 69-4：郡山駅前 - 方八町二丁目 - 昭和町南 - 帝京安積高校 - 日本大学
  - 2019年10月 - 令和元年東日本台風の影響で徳定回転場が使用不可能になったため、日本大学終点となる（日本大学以遠は休止扱い）。
  - 2020年10月1日 - 日本大学 - 永徳橋詰を正式に廃止[8]。

### 郡山駅より南西部・長沼方面
池ノ台経由鎗ヶ池団地線
- 41-3：郡山駅前 - うすい入口 - 郡山図書館 - 池ノ台 - 鶴見坦交差点 - 第一中学校 - 北井入口 - 久留米 - 鎗ヶ池団地入口 → 北井団地 → 郡山国道事務所 → 鎗ヶ池団地入口 - （往路と逆順） - 郡山駅前
  - 1985年3月31日 - 系統新設

山根町経由カルチャーパーク線
- 40-2：郡山駅前 - うすい入口 - 栄町 - 山根町 - 郡山東高校 - 郡山商業高校 - 北井入口 - 久留米 - 鎗ヶ池団地入口 - ドリームランド[注 13]
  - 1989年4月23日 - 系統新設。当初は、鎗ヶ池団地線をカルチャーパーク開園日の日中のみドリームランドまで延長する形で運行された。

### 郡山駅より西部方面
西の内経由希望ヶ丘・うねめ団地線
- 17-2：郡山駅前 - 赤木町 - 太田西の内病院 - 福島放送前 - 桑野三丁目 - 希望ヶ丘入口 - 希望ヶ丘 - うねめ団地 - 蟻塚

西の内経由大槻線
- 20-2：郡山駅前 - 赤木町 - 太田西の内病院 - 福島放送前 - 桑野三丁目 - 希望ヶ丘入口 - 郡山ザベリオ学園 - 福楽沢 - 新池下団地 - 大槻町上町 - 大槻営業所

市役所経由大槻線

市役所経由大槻・尚志高校線
- 20-1：郡山駅前 - 虎丸 - 安積黎明高校 - 郡山市役所 - 郡山女子大 - 桑野三丁目 - 希望ヶ丘入口 - 西の宮 - 大槻上町 - 大槻営業所
- 20-3：郡山駅前 - 虎丸 - 安積黎明高校 - 郡山市役所 - 郡山女子大 - 桑野三丁目 - 希望ヶ丘入口 - 西の宮 - 大槻上町 - 尚志高校
  - 19XX年 - 大槻循環線八幡坂まわり（郡山駅前 → 郡山市役所 → 桑野三丁目 → 希望ヶ丘 → 自衛隊 → 大槻農協前（現・大槻殿町） → 静団地入口 → 安積高校 → 開成館 → 疎水事務所 → 裁判所 → 郡山駅前）系統新設
  - 1982年3月31日 - 大槻循環線を分割、大槻車庫止まりとなる
  - 1983年3月31日 - 新池下団地線の新設に伴い、希望ヶ丘行きが朝と夜間のみの運行となる

市役所経由新池下団地線
- 19-1：郡山駅前 - 虎丸 - 安積黎明高校 - 郡山市役所 - 郡山女子大 - 桑野三丁目 - 希望ヶ丘入口 - 西の宮 - 新池下団地 - 福楽沢
  - 1983年3月31日 - 系統新設。この時の終点は新池下団地
  - 1992年4月1日 - 終点を中の平東まで延長
  - 199X年 - 終点を福楽沢まで延長

市役所経由希望ヶ丘線
- 17-1：郡山駅前 - 虎丸 - 安積黎明高校 - 郡山市役所 - 郡山女子大 - 桑野三丁目 - 希望ヶ丘入口 - 希望ヶ丘

新さくら通り経由希望ヶ丘・うねめ団地線
- 17-3：郡山駅前 - 虎丸 - 安積黎明高校 - 郡山市役所 - 郡山女子大 - 島西 - 郡山高校 - 希望ヶ丘 - 蟻塚
  - 19XX年 - 系統新設
  - 1982年3月31日 - 郡山女子大 - 希望ヶ丘の区間が国立病院前（現・郡山ビッグハート）経由から現行の新さくら通り経由に変更。また終点を河内から緑化センターまで延長。
  - 1986年 - 希望ヶ丘止まりの区間便を新設。また希望ヶ丘発着の一部便を郡山駅前経由で東山霊園まで延長
  - 1988年10月1日 - 終点を緑化センターから逢瀬荘まで延長
  - 199X年 - 朝と夜間に運行されていた片平新町（現・片平行政センター）止まりの区間便を廃止
  - 199X年 - 東山霊園線への直通を廃止、全便郡山駅前発着となる。
  - 2012年4月1日 - 希望ヶ丘止まりの区間便を蟻塚まで延長。
  - 2022年4月1日 - 新さくら通り経由河内線が廃止。全便が蟻塚止まりとなる[9]。

市役所経由静団地線
- 21-1：郡山駅前 - 虎丸 - 安積黎明高校 - 郡山市役所 - 郡山女子大 - 開成山 - 開成六丁目 - 安積高校 - 静団地入口 - 静御前堂 - 御前 - 谷地
  - 19XX年 - 系統新設
  - 1989年4月1日 - 静御前堂発着の一部便を郡山駅前経由で東部ニュータウンまで延長
  - 199X年 - 東部ニュータウン線への直通を廃止、全便郡山駅前発着となる。

下富田経由百合ヶ丘線
- 99-5：郡山駅前 - 虎丸 - 安積黎明高校 - 朝日町一丁目 - 大島 - 百合ヶ丘団地
  - 19XX年 - 下富田線（郡山駅前 - 虎丸 - 西の内 - 大島 - 下富田）系統新設
  - 1982年3月31日 - 虎丸 - 朝日町の区間が西の内経由から現行のさくら通り・内環状線経由に変更。また終点を百合ヶ丘団地まで延長。

麓山経由大槻線

麓山経由大槻・尚志高校線
- 20-4：郡山駅前 - 裁判所前 - 疎水事務所 - 開成館 - 開成五丁目 - 安積高校 - 静団地入口 - 大槻上町 - 大槻営業所
- 20-5：郡山駅前 - 裁判所前 - 疎水事務所 - 開成館 - 開成五丁目 - 安積高校 - 静団地入口 - 大槻上町 - 尚志高校
  - 19XX年 - 大槻循環線麓山まわり（郡山駅前 → うすい入口 → 裁判所前 → 疎水事務所 → 開成館 → 安積高校 → 静団地入口 → 大槻農協前 → 自衛隊 → 希望ヶ丘 → 郡山市役所 → 虎丸 → 郡山駅前）系統新設
  - 1982年3月31日 - 大槻循環線を分割、大槻車庫止まりとなる。

池の台経由静団地線
- 21-3：郡山駅前 - うすい入口 - 郡山図書館 - 池の台 - 鶴見坦交差点 - 開成五丁目 - 安積高校 - 静団地入口 - 静御前堂
  - 1982年3月31日 - 系統新設
  - 1986年 - 静御前堂発着の一部便を郡山駅前経由であぶくま台団地まで延長
  - 199X年 - 静御前堂発着の一部便を郡山駅前経由で郡山美術館まで延長
  - 199X年 - あぶくま台線への直通を廃止、全便郡山駅前発着となる。
  - 200X年 - コスモス循環が静御前堂経由に変更されたため、早朝と夜間のみの運行となる。

市役所経由郡山運転免許センター線
- 33-1：郡山駅前 - 虎丸 - 安積黎明高校 - 郡山市役所 - 郡山女子大 - 開成館 - 開成五丁目 - 針生[注 14] - 久留米六丁目 - 柴宮団地 - 郡山運転免許センター
  - 19XX年 - 市役所経由柴宮団地線として系統新設
  - 1989年10月1日 - 一部の便を太田西まで延長。
  - 1997年 - 郡山運転免許センターの開設に伴い、全便を郡山運転免許センターまで延長。

栄町経由柴宮団地線
- 30-3：郡山駅前 - うすい入口 - 堤下町 - 香久池一丁目 - 名倉 - 北井入口 - 久留米寺西 - 久留米六丁目 - 柴宮団地

山根町経由運転免許センター線
- 33-2：郡山駅前 - うすい入口 - 堤下町 - 山根町- 郡山東高校 - 第三中学校 - 郡山商業高校 - rfcラジオ福島前 - 針生 - 久留米六丁目 - 柴宮団地 - 郡山運転免許センター
  - 1991年 - 山根経由柴宮団地線として系統新設
  - 1997年 - 郡山運転免許センターの開設に伴い、全便を郡山運転免許センターまで延長。

### 郡山駅から北西部、熱海方面
テニスコート経由百合ヶ丘線
- 99-4：郡山駅前 - 乙高 - 稲川原 - 市営テニスコート - 百合ヶ丘団地
  - 2019年10月25日15時より、後述の喜久田線・支援センター経由百合ヶ丘線と共に一部停留所が変更された[10]。

医療機器開発支援センター経由百合ケ丘線
- 99-6：郡山駅前 - 乙高 - 医療機器開発支援センター - 稲川原 - 市営テニスコート - 百合ヶ丘団地
  - 2016年10月改正のダイヤ改正で新設された[11]。

玉川経由熱海線
- 10-1：郡山駅前 - 虎丸 - 安積黎明高校 - 郡山市役所 - 郡山女子大 - 桑野三丁目 - コパル前 - 西原入口 - 松ケ作 - 堀の内 - 釜場西 - 一の台 - 安子ヶ島 - 玉川 - 熱海駅[注 15] - かんぽの宿郡山 - 熱海車庫
  - 2014年7月10日〜12月まで、玉川地区の運行経路を一部変更して運行された

郡山郵便局経由郡山西部工業団地線
- 12-4：郡山駅前 - 虎丸 - 安積黎明高校 - 郡山市役所 - 総合福祉センター - 郡山郵便局 - 福島放送前 - 桑野四丁目 - コパル前 - 西原入口 - トラックセンター - 卸センター - 瓜坪入口 - 深谷 → ハイテクプラザ → 産総研前 → 西部工業団地北 → 深谷[注 16] → (往路の逆順) → 郡山駅前
- 12-5：郡山駅前 - 虎丸 - 安積黎明高校 - 郡山市役所 - 総合福祉センター - 郡山郵便局 - 福島放送前 - 桑野四丁目 - コパル前 - 西原入口 - トラックセンター - 卸センター - 向原 → 産総研前 → 西部工業団地北 → ハイテクプラザ →　向原 →（往路の逆順）→郡山駅前
  - 1987年10月1日 - 郡山郵便局経由喜久田線（郡山駅前 - 郡山市役所 - 郡山郵便局 - 卸センター - 堀の内）系統新設。
  - 1990年10月1日 - 卸センター止まりに短縮される。
  - 1992年10月1日 - ハイテクプラザまで延伸。
  - 2014年4月1日 - 産総研前まで延伸。
  - 2016年4月1日 - 向原経由の便を新設か。

### 郡山市内循環
コスモス循環（池ノ台先り・西の内回先り）
- 1A（西ノ内先回り）/1B（池ノ台先回り）：郡山駅前 - うすい入口 - 郡山図書館 - 池ノ台 - 鶴見坦交差点 - 開成五丁目 - 安積高校 - 静団地入口 - 静御前堂 - 谷地 - 郡山高校 - 希望ヶ丘入口 - 桑野三丁目 - 福島放送前 - 太田西の内病院 - 赤木町 - 郡山駅
  - 1987年10月1日 - 外循環線（池ノ台先回り・西の内先回り）として系統新設。
  - 1989年4月1日 - コスモス循環線に名称変更。
  - 200X年 - 静御前堂経由となる。

さくら循環（山根回り・虎丸回り）
- 2A（虎丸まわり）/2B（山根まわり）：郡山駅前 - 本町うすい入口（山根回り）／うすい入口（虎丸回り） - 堂前町 - 栄町 - 山根町 - 郡山東高校 - 郡山商業高校 - 鶴見坦交差点 - 総合体育館 - 一本松 - 安積黎明高校 - 虎丸 - 清水台 - 郡山駅前
  - 19XX年 - 菜根循環線山根回り・堂前回り（郡山駅前 - うすい入口 - 栄町 - 山根町 - 郡山商業高校 - 一中入口<現・鶴見坦交差点> - 池の台 - 裁判所 - 郡山駅前）系統新設
  - 1982年3月31日 - 現行のルートとなり、系統名を内環状線循環に変更。方向幕の表記は「内環状（山根→虎丸）」「内環状（虎丸→山根）」となる
  - 1987年10月1日 - 内循環線に名称変更
  - 1989年4月1日 - さくら循環に名称変更

八山田循環（並木先回り・南東北病院先回り）
- 6A（南東北病院先回り）/6B（並木先回り）：郡山駅前 - 赤木町 - 総合南東北病院 - 八山田 - 郡山北工業高校入口 - 郡山北警察署 - 曲田 - 備前舘 - 安積黎明高校 - 虎丸 - 郡山駅前
  - 1978年3月31日 - 郡山北工線（郡山駅前 - 赤木町 - 大原 - 八山田 - 郡山北工業高校）路線新設
  - 1989年10月1日 - 旧国道経由喜久田線の区間便として奥羽大学線（郡山駅前 - 乙高 - 奥羽大学）路線新設
  - 2001年 - 郡山北警察署の新設に伴い、奥羽大学線を郡山北警察署まで延伸。郡山北警察署線となる
  - 200X年 - 郡山北警察署線と郡山北工線を結合させ、八山田循環線を新設
  - 2017年10月1日 - 途中経路を変更し、新・八山田循環となる。従来経由していた乙高 - 奥羽大学 - 音路間・郡山北工業高校 - 下双又の区間は非経由となる[12]

富久山循環（南東北病院先回り・福原先回り）
- 7A（福原先回り）/7B（南東北病院先回り）：郡山駅前 - 富久山行政センター - 牛ヶ池団地入口 - レイクタウン東通り - 明健小学校 - 八山田 - 総合南東北病院 - 大町二丁目 - 郡山駅前
- 郡山駅前 ← 梅田 ← 富久山行政センター ← 牛ヶ池団地入口 ← レイクタウン東通り ← 明健小学校 ← レイクタウン北通り（朝のみ運行）
- 90-3：郡山駅前 → 富久山行政センター → 牛ヶ池団地入口 → レイクタウン北通り → レイクタウン東通り → 明健小学校（平日終車のみ運行）
- 90-4：郡山駅前 → 大町二丁目 → 総合南東北病院 → 八山田 → 明健小学校 → レイクタウン北通り（平日終車のみ運行）
  - 2017年10月1日 - 路線新設[13]

あすなろ循環線（西の内回り・市役所回り）
- 3A（西ノ内まわり）/3B（市役所まわり）：郡山駅前 - 赤木町 - 大田西の内病院 - 福島放送前 - 桑野三丁目 - 希望ヶ丘入口 - 希望ヶ丘 - 郡山高校 - 島西 - 郡山市役所 - 安積黎明高校 - 虎丸 - 郡山駅

まちなか循環線（南回り・北回り）
※土・日・休日のみ運行。運賃は100円。
- 5A（南回り）：郡山駅前 → 郡山駅前一丁目→ イオンタウン郡山 → 郡山駅東口 → 保土谷 → 鴻の巣 → 谷島町 → 星総合病院 → 郡山大町 → 郡山駅前
- 5B（北回り）：郡山駅前 → 星総合病院 → 谷島町 → ペップキッズ前 → 鴻の巣 → 保土谷 → 郡山駅東口 → イオンタウン郡山 → 方八町一丁目 → 郡山駅前一丁目 → 郡山駅前
  - 2010年5月1日 - 系統新設。
  - 2012年2月1日 - 運行経路を変更、北回り線を新設。従来の「まちなか循環線」は南回り線となる。
  - 2013年1月5日 - 運行経路を変更、星総合病院経由となる。
  - 2016年4月1日 - 運行経路を変更、南回り・北回り共に郡山駅前 - イオンタウン郡山間がうすい入口経由から郡山駅前一丁目経由となる。

まちなか循環線（方八町・イオンタウン回り）
※平日のみ運行。運賃は100円。
- 郡山駅前 → 星総合病院 → 谷島町 → ペップキッズ前 → 横塚 → 方八町二丁目 → （イオンタウン郡山 →）方八町一丁目 → 郡山駅前一丁目 → 郡山駅前
  - 2012年2月1日 - 方八町循環線の運行経路を変更、路線名称を「まちなか循環方八町（・イオンタウン）回り」に変更。
  - 2013年1月4日 - 運行経路を変更、星総合病院経由となる。

### 郡山駅以外の路線
西の内⇔安積線
- 49-2：安積団地 - 西長久保 - 安積団地入口 - 菜飯 - 名倉公民館 - 名倉 - 香久山病院 - 七つ池 - 第三中学校 - 深沢 - 新池 - 郡山公会堂 - ザ・モール郡山 - 安積黎明高校 - 一本松 - 郡山市役所 - 総合福祉センター - 郡山市保健所 - 朝日町 - 西の内二丁目 - 太田西の内病院[注 18][注 19]
  - 2010年5月1日 - 系統新設

概説
2009年11月30日-12月6日に実証試験運行として西の内経由富田行政センター行きと西の内経由安積団地行きの2系統として新設（方向幕の表記は「富田⇔西の内⇔安積」が表示されている。）これは唯一鉄道駅を一切通らない路線で郡山市街地を南北に縦貫する。また、実証試験運行で料金は無料だった。2010年5月1日に正式運行し、毎日運行する。

### 福島空港リムジン
郡山・福島空港線
- 郡山駅前 - 福島空港[注 20]

### 高速バス
特記以外、共同運行営業所・バス会社は、該当項目を参照
- あぶくま号
- 郡山 - 仙台線
- 郡山 - 新潟線
- 会津若松 - 郡山 - いわき線
- あだたら号

福島県郡山市・須賀川市・西白河郡泉崎村・西白河郡西郷村と埼玉県さいたま市・越谷市とを結ぶ。東武バスセントラル（草加営業事務所）と共同運行。1日4往復（福島交通2往復、東武2往復）。
- 運行経路

郡山駅前 - 須賀川営業所 - 矢吹泉崎バスストップ - 西郷バスストップ - 佐野新都市バスターミナル - 浦和美園駅東口 - 新越谷駅西口
- 路線沿革

- 2006年（平成18年）7月25日 - 1日6往復（各社3往復）で運行開始。
- 2007年（平成19年）
  - 7月1日 - 福交担当便を1往復減便、1日5往復（福交2、東武3）となる。
  - 10月1日 - 東武担当便を1往復減便、1日4往復（各社2往復）となる。

- 2010年（平成22年）8月25日 - 浦和美園駅東口発着開始。
- 2015年（平成27年）4月1日 - 一部便（福島交通便のうち1往復）が佐野新都市バスターミナル（佐野プレミアム・アウトレット）を経由。福島県内との乗降のみ扱い。
- 2017年（平成29年）4月1日 - 佐野プレミアム・アウトレット経由便を2往復（2往復とも福島交通便）にダイヤ変更。
- 2019年（平成31年・令和元年）8月1日 - この日出発便より「矢吹泉崎バスストップ」新設・停車開始。
- 2020年（令和2年）
  - 4月21日 - この日より当面の間運休。
  - 7月1日 - この日より2往復（各社1往復ずつ）の運行を再開。

- 2021年（令和3年）
  - 1月18日 - この日より当面の間運休。
  - 3月12日 - この日より2往復（各社1往復ずつ）の運行を再開。

- 2022年（令和4年）
  - 4月4日 - この日より新越谷駅西口発7:20と郡山駅前発15:15の当面4/4～4/28の平日便は運休となる。

利用状況
| 年度               | 運行日数 | 運行便数 | 年間輸送人員 | 1日平均人員 | 1便平均人員 |
| ------------------ | -------- | -------- | ------------ | ----------- | ----------- |
| 2006（平成18）年度 | 250      | 3,000    | 25,086       | 100.3       | 08.4        |
| 2007（平成19）年度 | 366      | 3,468    | 40,227       | 109.9       | 11.6        |
- 郡山・宇都宮 - 名古屋線（名鉄バス）[注 21][22]
  - 2016年（平成28年）11月1日から、福島駅 - 郡山駅間が延長された[23][24][25]。
  - 2023年（令和5年）3月1日出発便より、郡山駅発着に変更[26]。

## 廃止済み路線
フェスタ・高倉線
- フェスタ - レイクタウン北通り - 明健小学校 - レイクタウン東通り - 牛ヶ池 - 日和田日の一 - 日和田行政センター - 日和田高倉 - 木の下
- 郡山駅前 - 久保田 - 富久山行政センター - 牛ヶ池団地入口 - 日和田日の一 - 日和田行政センター - 日和田高倉 - 木の下（高倉終点）
  - 19XX年 - 旧国道経由本宮線として系統新設
  - 200X年 - 本宮営業所の廃止に伴い、郡山支社の担当となる
  - 2009年2月2日 - 大幅な運行回数の減回
  - 2009年4月1日 - 本宮市内区間を廃止、木の下止まりとなる。同時に路線名が旧国道経由高倉線に改称
  - 2017年10月1日 - 富久山循環線と路線調整。フェスタ - 木の下間に短縮の上で路線名がフェスタ・高倉線に変更、平日1往復の運行に減回となる[27]
  - 2019年6月1日 - 廃止[28]

旧国道宝沢経由日和田線
- 郡山駅前  - 富久山行政センター - 牛ヶ池団地入口 - レイクタウン - 日和田日の一 - 日和田行政センター[注 22]
  - 2017年10月1日 - 廃止[29]

宝沢経由フェスタ線
- 郡山駅前 - 富久山行政センター - 牛ヶ池団地入口 - レイクタウン - 川坂 - フェスタ
  - 2017年10月1日 - 廃止[29]

芦の口経由下守屋線
- 郡山駅前 - うすい入口 - 郡山図書館 - 池の台 - 鶴見坦交差点 - 開成五丁目 - 安積高校 - 静団地入口 - 大槻上町 - 尚志高校 - 大谷新田 - 芦の口 - 三穂田山寺 - 下守屋 - 祇園
  - 1981年3月31日 - 系統新設
  - 1982年3月31日 - 麓山[注 23]経由から池の台経由に経路変更
  - 2021年4月1日 - 廃止[30]

麓山経由休石線
- 郡山駅前 - 裁判所前 - 疎水事務所 - 開成館 - 開成五丁目 - 安積高校 - 静団地入口 - 大槻上町 - 大槻営業所 - 郡山自然の家入口 - 多田野 - 山田原 - 休石 - 三森荘[注 24]
  - 2021年4月1日 - 廃止[30]

麓山経由山田原線
- 郡山駅前  - 裁判所前 - 疎水事務所 - 開成館 - 開成五丁目 - 安積高校 - 静団地入口 - 大槻上町 - 大槻営業所 - 郡山自然の家入口 - 多田野 - 大沢 - 山田原[注 25]
  - 2021年4月1日 - 廃止[30]

麓山経由御霊櫃線
- 郡山駅前  - 裁判所前 - 疎水事務所 - 開成館 - 開成五丁目 - 安積高校 - 静団地入口 - 大槻上町 - 大槻営業所 - 郡山自然の家入口 - 多田野 - 上台 - 堀口 - 刎土原[注 26] - 御霊櫃峠入口（ごれいびつとうげいりぐち）[注 27]
  - 2021年4月1日 - 廃止[30]

喜久田線
- 郡山駅前 - 赤木町 - 乙高 - 奥羽大学 - 音路 - 宇倍神社前 - 喜久田駅前  - 堀の内
  - 2021年4月1日 - 廃止[30]

新国道経由熱海線
- 郡山駅前 - 虎丸 - 安積黎明高校 - 郡山市役所 - 郡山女子大 - 桑野三丁目 - コパル前 - 西原入口 - 卸センター - 堀の内 - 釜場西 - 一の台 - 新安子ヶ島 - かんぽの宿郡山 - 熱海車庫
- 2019年6月1日 - 廃止[28]

市役所経由夏出線
- 郡山駅前 - 虎丸 - 安積黎明高校 - 郡山市役所 - 郡山女子大 - 桑野三丁目 - コパル前 - 西原入口 - 松ケ作 - 堀の内 - 釜場西 - 松山池東 - 下伊豆農協 - 鹿島神社 - 夏出（なついで）[注 28]
  - 1987年10月1日 - 郡山市役所 - 桑野三丁目の区間が、従来の郡山郵便局経由からの現行の郡山女子大学経由に変更
  - 2021年4月1日 - 廃止[30]

石筵線
- 熱海車庫 - かんぽの宿郡山 - 熱海駅 - 板ナメ橋 - 腰切 - 石筵牧場
  - 2019年6月1日 - 廃止[28]

新さくら通り経由河内線
- 15-3：郡山駅前 - 虎丸 - 安積黎明高校 - 郡山市役所 - 郡山女子大 - 島西 - 郡山高校 - 希望ヶ丘 - うねめ団地 - 蟻塚 - 片平行政センター - 河内[注 29] - 逢瀬荘[注 30]
  - 2022年4月1日 - 廃止[9]

郡山警察署・三穂田経由長沼線（須賀川営業所と共管）
- 35-1：郡山駅前 - うすい入口 - 堂前町 - 堤下町 - 栄町 - 郡山警察署 - 菜飯 - 郡山国道事務所 - ドリームランド南口 - 長池 - 富岡坊の坦 - 三穂田山寺 - 下守屋 - 祇園 - 町守屋 - 七ツ石 - 岩瀬梅田 - 滝原 - 長沼高校 - 上金町 - 長沼車庫[注 31][注 32]
  - 2022年4月1日 - 廃止[9]

- 郡山 - 日立・勝田・水戸線（実証運行）
  - 2021年（令和3年）12月17日 - 2022年（令和4年）2月6日まで実証運行。茨城交通と共同運行[31]。

など。

## その他
- 福島交通郡山支社の方向幕の経由の部分は「経由」ではなく「経由」の代わりに「（）（括弧）」が表示されている。[注 33]
- 2014年11月17日以降、新車や他営業所からの転入車は郡山ナンバー（ご当地ナンバー）で登録される。先行導入されたエアロバス（郡山200か・・・6）を除き、7020番台からの希望ナンバーで登録されている。

## 郡山支社周囲の主な施設など
- 福島県道57号郡山大越線（支社敷地前の道路）
- 逢瀬川
- JR東日本郡山総合車両センター郡山派出所
- 保土谷化学工業郡山工場
- 福島県道355号須賀川二本松線
- 星総合病院
  - 郡山駅#駅周辺も参照